# てるみくらぶ
株式会社てるみくらぶ（英語: Tellmeclub Inc.）は、かつて東京都渋谷区に存在した日本の格安旅行会社。2017年（平成29年）3月27日、自己破産を東京地方裁判所に申請して突如倒産し、旅行中だった利用者や世間に多大な混乱を与えたことで知られる。倒産時社長の山田千賀子には懲役刑が処された。
前身はアイ・トランスポート株式会社のてるみくらぶ事業部。

## 概要
1973年に益永高吉によって設立され、「さわやかツアー」のブランド名で旅行商品を販売していた「アイ・トランスポート」から、1998年に分社を経て設立された。
1982年には、アイ社の代表取締役社長に山田千賀子が就任している。
自社ウェブサイト「てるみくらぶ」を利用したオンライン予約によるハワイ州、サイパン、韓国、台湾を中心に、一都市滞在型ツアーを展開した。業界内において格安旅行会社として一定の地位を築き、札幌市、名古屋市、大阪市、福岡市に営業拠点を設け、さらにはハワイ、グアム、サイパンに現地法人を設立し、ヨーロッパ旅行やクルージングなど付加価値の高い旅行商品にも参入していた。
「てるみくらぶ」はテレビ業界でも利用されていた。

### 倒産までの経緯とその影響
2016年春ごろより、信用調査会社である東京商工リサーチに、てるみくらぶの信用情報に対する問い合わせが増加していた。東京商工リサーチは2017年3月23日から取材活動を開始。3月24日の時点で、本社、福岡支社、名古屋支社、大阪サロンが営業を停止していることを確認。本社の従業員は非常用階段を使って出入りしていた。さらに東京商工リサーチと同じ信用調査会社である帝国データバンクの取材において、てるみくらぶのツアーの航空券が発券できなくなったり（てるみくらぶは全日本空輸のシステムから発券を受けており、国際航空運送協会への支払いが一度でも滞ると発券されない）、ツアー催行が中止されたりするなどのトラブルが発覚した。てるみくらぶは金融機関に緊急融資を要請し、同年3月15日分の国際航空運送協会に対する決済分は決済出来たものの、翌3月22日決済分の決済が不可能となった。
観光庁も、この件の調査を開始し、同26日に立ち入り検査を行った。観光庁によると、ハワイのホノルルでは日本総領事館に「てるみくらぶを通して、支払い済みのホテル代を請求された」との相談が計3件あり、観光庁は安全確保を理由に、追加の支払いに応じることを勧め、費用が足りない場合は、日本からの送金方法を現地の在外公館大使館または領事館に聞くよう呼び掛けていた。海外旅行保険では旅行先で旅行会社が経営破綻した際、航空券やホテルの代金の入金が確認されず、現地で請求されて支払ったホテル代や航空券代は一切補償されない（航空券代やホテル代の補償は、航空券の代金の支払いが確認され、かつ搭乗予定便が欠航となった場合のみ補償される）。
3月27日、てるみくらぶは東京地方裁判所に自己破産を申請し倒産（=経営破綻）。同日地裁より破産手続き開始決定を受けた。破産申請時の負債は約151億円。東京商工リサーチが算出している「リスクスコア」（向こう12か月における倒産確率を統計的手法を用いて100から1まで数値化した客観的な指標）は2016年9月以降は、最高リスクである「1」（倒産確率は19.84%）であった。
同時に自己破産を申請した自由自在、てるみくらぶホールディングスと合わせて負債総額は約217億7,795万円となり、旅行業として過去3番目の倒産規模となった。
てるみくらぶにおける旅行者の最高被害額は364万3600円で、最低被害額は5948円であった。ぶっちゃあ、矢部美穂、栗山夢衣などの著名人も被害に遭っている。2017年4月23日には、「てるみくらぶ」の経営破綻で旅行に行けなくなった被害者らが東京都墨田区押上にある WALLOP で初会合を開き、「被害者の会」を正式に発足させた。被害者の1人が発起人となった初会合には、弁護士やTwitterの呼び掛けで参加した15人が会場に集まった。
アイ・トランスポートは2018年5月16日に解散を決議し、代表清算人にてるみくらぶの破産管財人が就任した。アイ・トランスポートも債務超過が判明したため、破産手続へ移行する予定である。
自由自在は2019年4月16日に、アイ・トランスポートは同年4月24日に、てるみくらぶホールディングスは同年6月6日にそれぞれ法人格が消滅した。
てるみくらぶは、2019年9月上旬に最終配当が完了。同年9月26日に東京地方裁判所から破産手続終結の決定を受け、法人格が消滅した。

## 観光庁・日本旅行業協会の対応
観光庁は、この問題の再発防止策を検討する「経営ガバナンスワーキンググループ」を立ち上げた。2017年（平成29年）8月31日に最終報告書をまとめ、2018年（平成30年）4月1日に省令を改正した。
改正内容は、第1種旅行業者を対象に弁済業務保証金を引き上げる。引き上げ幅は旅行会社の企画募集型海外旅行の取扱量によって決定される。経営面でも、2018年4月から第1種旅行業者を対象に、5年に1回の提出だった決算申告書などを、毎年提出することを義務付け、旅行業の登録更新の際も、公認会計士などのチェックを受けた書類を観光庁へ提出することを義務付ける。海外旅行保険に関しても、旅行会社の経営破綻により顧客が支払った宿泊料金なども保険金の対象とする特約の開発に取り組み、2018年4月の商品化を目指すとしている。
日本旅行業協会もこの問題を受けて、2017年（平成29年）12月21日に、コーポレート・ガバナンス強化の一環として、「海外募集型企画旅行（パッケージ旅行）の企画・実施に関する指針」を発表した。指針では、第1種旅行業者が海外募集型企画旅行について、申込金の収受額を旅行代金の20％以内に設定する他、残金の収受は「旅行開始日の前日から起算し、さかのぼって60日目に当たる日以降」とした。
日本旅行業協会は2017年7月5日に、34,000件に渡る認証申出に関する資料を被害者に発送。9月6日に10,643件の認証申出書を同時に受理した。同年11月16日に、同年10月31日に開催された弁済業務委員会において、旅行者向けに支払われる弁済業務保証金制度について、10,643件の債権申出並びに34億2059万948円の債権が認証されたことを発表した。てるみくらぶの弁済限度額は1億2000万円であるため、弁済業務保証金の配当割合は債権総額の3.5%となり、被害者には按分配当した上で還付されるが、還付される金額は最高でも約13万円となる。
なお、自由自在の弁済限度額は7000万円であり、153件の債権申出並びに2305万5000円の債権が認証されており、弁済業務保証金の配当割合は債権総額の100%となり、被害者には全額が還付される。12月22日に弁済業務保証金の支払いが完了した。
2018年5月28日に開かれた第2回債権者集会にて、破産管財人は三井住友銀行から借入金相殺後の残高である6908万円の預金返還を受けることで合意したこと、大韓航空から2996万円の販売奨励金を受領したこと、同年5月1日までに2億31万円の税金還付を受けたことを明らかにし、同時に債権者に対する配当が可能となったことを明らかにした。2019年3月13日に開催される予定の第3回債権者集会までに配当額が決まる予定。

## 粉飾決算事件・詐欺事件
破産手続開始時点で、2014年頃から粉飾決算をしていた疑いが持たれていた。
2017年11月6日に第1回の債権者集会がメルパルクホールにて行われ、元社長、申請代理人、破産管財人が出席。席上で元社長は2013年9月期からIATAの会員資格を守るために、決算時に費用の取り消しや架空利益を計上する方法によって粉飾決算を行うという手口で粉飾決算を行っていたことを認めたほか、破産管財人は2011年9月期並びに2012年9月期において逆粉飾決算を行い、2016年9月期決算においても、売上高117億7300万円、営業損失61億100万円、経常損失61億3000万円、純損失61億5600万円、143億2600万円の債務超過のところを、売上高194億8100万円、営業利益1億1800万円、経常利益8800万円、純利益4800万円、4億6000万円の資産超過と偽っていたことや、2014年9月期から債務超過に陥っていたことを明らかにした。
破産手続開始時点では、破産に至った理由を「円安による利益率の悪化、対面販売や添乗員の増員で人件費が増大していたことに加え、2015年春より新聞広告を開始したことから販管費負担が増加したことで同社の経営を圧迫し、資金繰りが悪化した」と当初は説明していたが、第1回の債権者集会において、破産に至った理由を改めて説明し「2017年2月時点で宿泊施設に対する債務が約5億6600万円あったこと、同年3月23日にIATAに支払うべき約3億7100万円の支払いが出来ず、宿泊施設や海外ランドオペレーターなどへの債務の支払の見通しが経たないことから破産手続開始決定に至った」と説明した他、元社長も2017年4月に破産していたことも明らかにした。
2017年11月8日に元社長ら幹部2人は警視庁に詐欺の容疑で逮捕された。容疑は、2016年6月から9月にかけて、虚偽の決算書類をメインバンクであった三井住友銀行に提出して誤信させ、航空機のチャーター代金などの名目で約2億円をだまし取った疑い。元社長ら元幹部2人は、同年11月28日に詐欺の容疑で再逮捕された。再逮捕の容疑は、2016年12月に、虚偽の決算書類を三井住友銀行に再度提出して誤信させ、航空機のチャーター代金などの名目で約2億円を再度だまし取った疑い。東京地方検察庁は同年12月19日に、元社長ら元幹部2人を詐欺などの罪で起訴した。山田ら元幹部2人は、2018年1月17日にも詐欺の容疑で再逮捕された。3度目の逮捕の容疑は、2017年1月から2月にかけて、虚偽の決算書類を東日本銀行に提出して誤信させ、航空機のチャーター代金などの名目で約1億5000万円をだまし取った疑い。
警視庁は、1回目の逮捕時に山田の自宅から約700万円や地金を押収しており、山田は2018年2月7日に破産法違反（詐欺破産）の容疑で再逮捕された。4度目の逮捕の容疑は、会社で保管されていた個人保有の現金約1千万円を持ち出して自らの財産を隠した疑い。
2018年7月20日、東京地方裁判所は「犯行の計画性、常習性は明白で手口も巧妙」として、元社長に懲役6年の実刑判決（求刑懲役8年）を言い渡した。同月30日、東京地方裁判所は元経理担当者にも懲役3年執行猶予5年を言い渡した。

## 関連会社
- さわやかプラス（旧てるみくらぶプラス[52]。2015年、「てるみくらぶ」に統合[54]）
- てるみくらぶホールディングス[55]
- 株式会社自由自在[55]
- てるみくらぶハワイ[55]（旧さわやかハワイ）
- てるみくらぶグアム[55]（旧さわやかグアム）
- てるみくらぶ台湾[55]
- てるみくらぶ韓国[55]
- てるみくらぶセブ[55]
- てるみくらぶベトナム[55]

## メディア
『ハワイに恋して』
旅番組。てるみくらぶが番組スポンサーの一つとなっていた。
『王様のブランチ』
情報ワイドバラエティ番組。「トレンド＠ちゃんねる」で、たびたび「てるみくらぶプラス」（後のさわやかプラス）のプランが紹介されていた。
『ほこ×たて』
バラエティ番組。「北海道vs沖縄！魅力的な離島バトル！」で、さわやかプラスの代表取締役が審査を務めた。